# The Songs of Distant Earth (album)
The Songs of Distant Earth (Cântecele îndepărtatului Pământ) este al 16-lea album al lui Mike Oldfield, lansat în 1994 de către Warner Music. Este bazat și denumit după  un roman omonim de Arthur C. Clarke.

## Lista cântecelor
1. "In the Beginning" – 1:24
2. "Let There Be Light" – 4:52
3. "Supernova" – 3:29
4. "Magellan" – 4:41
5. "First Landing" – 1:16
6. "Oceania" – 3:27
7. "Only Time Will Tell" – 4:19
8. "Prayer for the Earth" – 2:10
9. "Lament for Atlantis" – 2:44
10. "The Chamber" – 1:49
11. "Hibernaculum" – 3:32
12. "Tubular World" – 3:23
13. "The Shining Ones" – 2:59
14. "Crystal Clear" – 5:42
15. "The Sunken Forest" – 2:39
16. "Ascension" – 5:48
17. "A New Beginning" – 1:33